# Cribrohammus fragosus
Cribrohammus fragosus är en skalbaggsart som beskrevs av Holzschuh 1998. Cribrohammus fragosus ingår i släktet Cribrohammus och familjen långhorningar. Inga underarter finns listade i Catalogue of Life.